# 惲厥初
惲厥初（1572年—1652年），字伯生，號衷白、又号膴原，直隸常州府武進縣人，明朝、南明政治人物。

## 生平
惲厥初是萬曆二十二年甲午科應天府乡试第六十八名举人，三十二年（1604年）甲辰科的進士，獲授行人，轉為戶部主事。天啟初年，水西夷族安邦彥作亂，他調任兵部到四川監督將吏平定。天啟二年（1622年），魏忠賢侄子魏良卿以修築慶陵功勞蔭官指揮僉事，他時任郎中託辭外補，因此補任浙西副使，改任福寧參政，陞為湖廣按察使。
崇禎二年（1629年），清兵從遵化入口，北京戒嚴。惲厥初督鎮篁兵三千人勤王。當時各地士兵集中，軍糧不足，沿途也多阻撓；他先至北京，鼓多獲得三個月糧食。兵部尚書梁廷棟檢閱軍隊，入朝上奏曰：「惲厥初並非書生，有大將才能。」崇禎帝派遣內侍慰勞，並且詢問策略；他說明利害，收到溫旨，然而兵部調派卻未如他的建議，因而提出患病退休。
弘光元年（1645年），朝廷召其為添注光祿卿，經常嘆息時事；南京淪陷後歸鄉，和從弟惲本初潛心佛學，不見賓客。後來因為南寧伯楊崑連絡浙江和南直隸義師，而被莊保生牽連，他服毒自殺，虛歲八十一。

## 家族
高祖父惲鎡，號敬斋；曾祖父惲訓，字廷學，號南陽，封刑部主事；祖父惲紹芳，嘉靖丁未進士，福建左參議。父惲應雨，字潤叔，號繹思，太学生，封行人司行人，累赠正三品通議大夫湖廣按察使；母蔣氏。弟篤初、敬初、南初。